# Lampanyctus alatus
Lampanyctus alatus is een straalvinnige vis uit de familie van de lantaarnvissen (Myctophidae). De vis kan een lengte bereiken van 6 cm.

## Leefomgeving
Lampanyctus alatus is een zoutwatervis van het diepe waterklimaat van de drie grootste oceanen (Grote, Atlantische en Indische Oceaan). Hij komt voor tot een diepte van 1500 m.